# バンカー・ヒル (空母)
バンカー・ヒル (USS Bunker Hill, CV/CVA/CVS-17, AVT-9) は、アメリカ海軍のエセックス級航空母艦の一隻で、4番目に就役した。太平洋戦争ではマリアナ沖海戦（フィリピン海海戦）、レイテ沖海戦（レイテ湾海戦）、沖縄戦など主要な戦いに参加し、「ホリデー・エクスプレス」の愛称で呼ばれた。1945年5月11日、沖縄方面で神風特別攻撃隊の零戦2機に突入されて大破、多数の死傷者を出す。アメリカ本土で修理中に日本の降伏を迎えた。
艦名はアメリカ独立戦争におけるバンカーヒルの戦いに由来する。この名を持つ艦としては1隻目である。

## 艦歴

### 第二次世界大戦

#### 1941～43年

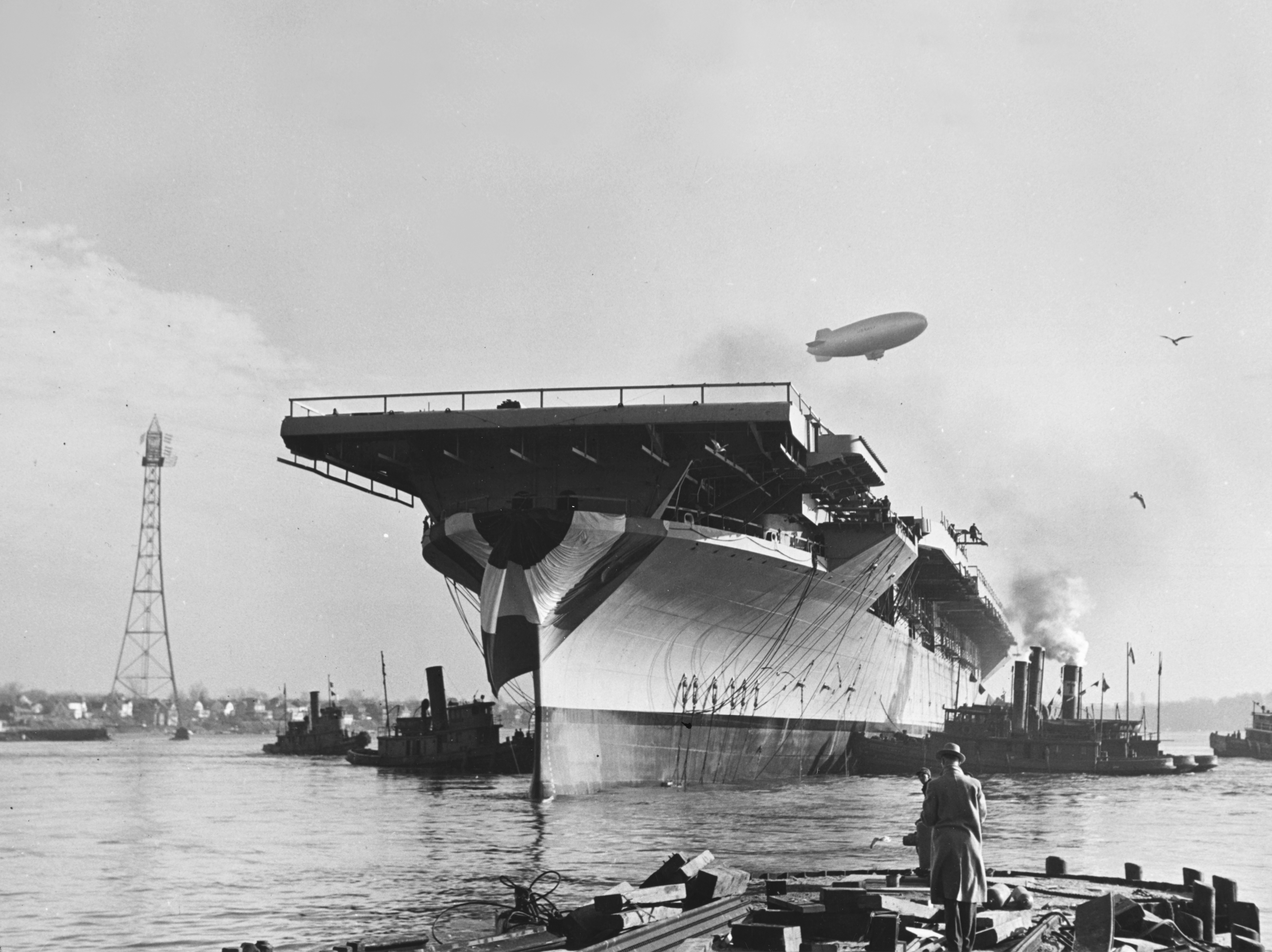
バンカー・ヒルの進水式

「バンカー・ヒル」は、1941年9月15日にマサチューセッツ州クインシーにあるベスレヘム・スチール株式会社のフォアリバー造船所にて起工した。1942年12月7日、ドナルド・ボイントン夫人の後援のもと進水、1943年5月24日に初代艦長J・J・バレンタイン大佐の指揮下で就役した。
「バンカー・ヒル」は6月末、アメリカ合衆国東海岸バージニア州ノーフォークで飛行隊を載せ、7月15日に整調航海のためトリニダードに向かった。3週間後にノーフォークに戻り、9月4日にパナマ運河、カリフォルニア州サンディエゴ、ハワイの真珠湾を経由して太平洋戦線へ向かった。
バンカー・ヒルには、1943年1月に新設された海軍第17戦闘飛行隊（VF-17）が乗り込んでいた。VF-17は最新鋭のF4U戦闘機の性能に着目し、離着陸に難のあったF4Uを空母で運用できるよう訓練を重ね、空母運用資格試験に合格した。しかし真珠湾に向け航海する途上、海軍がF4Uを空母で運用しないことを決定し、VF-17は空母を降りてソロモン諸島の陸上基地に展開、代わりにF6Fを運用するVF-18が「バンカー・ヒル」で運用されることとなった。
「バンカー・ヒル」は10月19日に真珠湾を出港し、モントゴメリー少将の指揮下に入る。そこで新型正規空母「エセックス (USS Essex, CV-9) 」、軽空母「インディペンデンス (USS Independence, CV-22) 」らと第50.3任務群を編成した。そして11月11日、第二次ラバウル空襲を実施する。
第50.3任務群の艦載機は、邀撃してきたラバウル航空隊や第一航空戦隊（瑞鶴、翔鶴、瑞鳳）派遣部隊の零式艦上戦闘機と交戦しつつ、ラバウル在泊の水上艦艇を攻撃した。
第50.3任務群は駆逐艦「涼波」を撃沈し、軽巡洋艦「阿賀野」と駆逐艦「長波」を撃破、駆逐艦「若月」や「浦風」に小被害を与えた。この作戦において、かつて運用していたVF-17がVF-18と協同し、空母の上空警戒を担当することとなった。ラバウルから飛来した第一航空戦隊の攻撃隊を、第50.3任務群は直掩機と対空砲火で迎撃する。VF-17のF4Uは再び着艦フックを装着し、「バンカー・ヒル」に着艦して給油を受けながら警戒任務を遂行した。「バンカー・ヒル」艦上での活躍によりF4Uは艦上戦闘機として有望であることを示し、やがて空母部隊に広く配備されることとなる。
11月13日からギルバート攻略作戦（ガルヴァニック作戦）が開始され、バンカー・ヒルはタラワ環礁攻略にあたり航空支援を行い、同作戦の支援にあたった（連合軍海上部隊の戦闘序列）。

#### 1944年
1943年末期から1944年初頭にかけて、「バンカー・ヒル」は軽空母「モンテレー (USS Monterey, CVL-26) 」と共にニューアイルランド島カビエンに対する空襲を実施した。フレデリック・C・シャーマン少将は旗艦を空母「サラトガ (USS Saratoga, CV-3) 」から「バンカー・ヒル」に変更し、アメリカ海兵隊のニューブリテン島グロスター岬上陸を支援する（グロスター岬の戦い）。1943年12月25日朝のカビエン空襲では、日本軍の輸送船「天竜丸」が沈没、輸送船「清澄丸」および「第21号掃海艇」と「第22号掃海艇」などが損傷した。
当時の日本軍はビスマルク諸島とアドミラルティ諸島の防備を増強するため、第八方面軍に対する増援輸送作戦を実施しており、これを “戊号輸送” と呼称した。シャーマン隊（バンカーヒル、モンテレー）は、ハルゼー提督から再度のカビエン空襲を命じられる。
1944年1月1日早朝、日本軍索敵機が大型空母1隻と中型空母1隻を基幹とするアメリカ軍空母機動部隊を発見する。その頃、戊三号輸送第二部隊（軽巡「能代」「大淀」、駆逐艦「山雲」「秋月」）がカビエンに到着して物資を揚陸していた。「バンカー・ヒル」と「モンテレー」の攻撃隊は、カビエンと、物資揚陸を終えてカビエンから離脱中の輸送部隊（軽巡2、駆逐艦2）を襲撃する。零戦数機撃墜、「能代」が至近弾5発と直撃弾1発で小破、「大淀」と「山雲」が損害軽微という戦果にとどまった。
1月4日早朝、日本軍の戊二号輸送部隊（重巡「妙高」「羽黒」「利根」、駆逐艦「白露」「藤波」）がカビエンに到着して物資を揚陸する。シャーマン隊はカビエン湾外で対潜哨戒中の睦月型駆逐艦2隻を集中攻撃した。至近弾や機銃掃射で駆逐艦「文月」と「皐月」に損害を与えたものの、撃沈できなかった。
さらに、重巡部隊を取り逃がした。
カビエン空襲実施後の「バンカー・ヒル」は、スプルーアンス中将指揮下の第58任務部隊に加わった。1月29日から2月8日にかけて、マーシャル諸島攻略支援を行った。同任務部隊に所属してトラック島空襲、マリアナ諸島空襲（2月23日）、パラオ諸島空襲（3月30日～4月1日）などに参加し、カロリン諸島一帯に展開する日本軍に打撃を与えた。

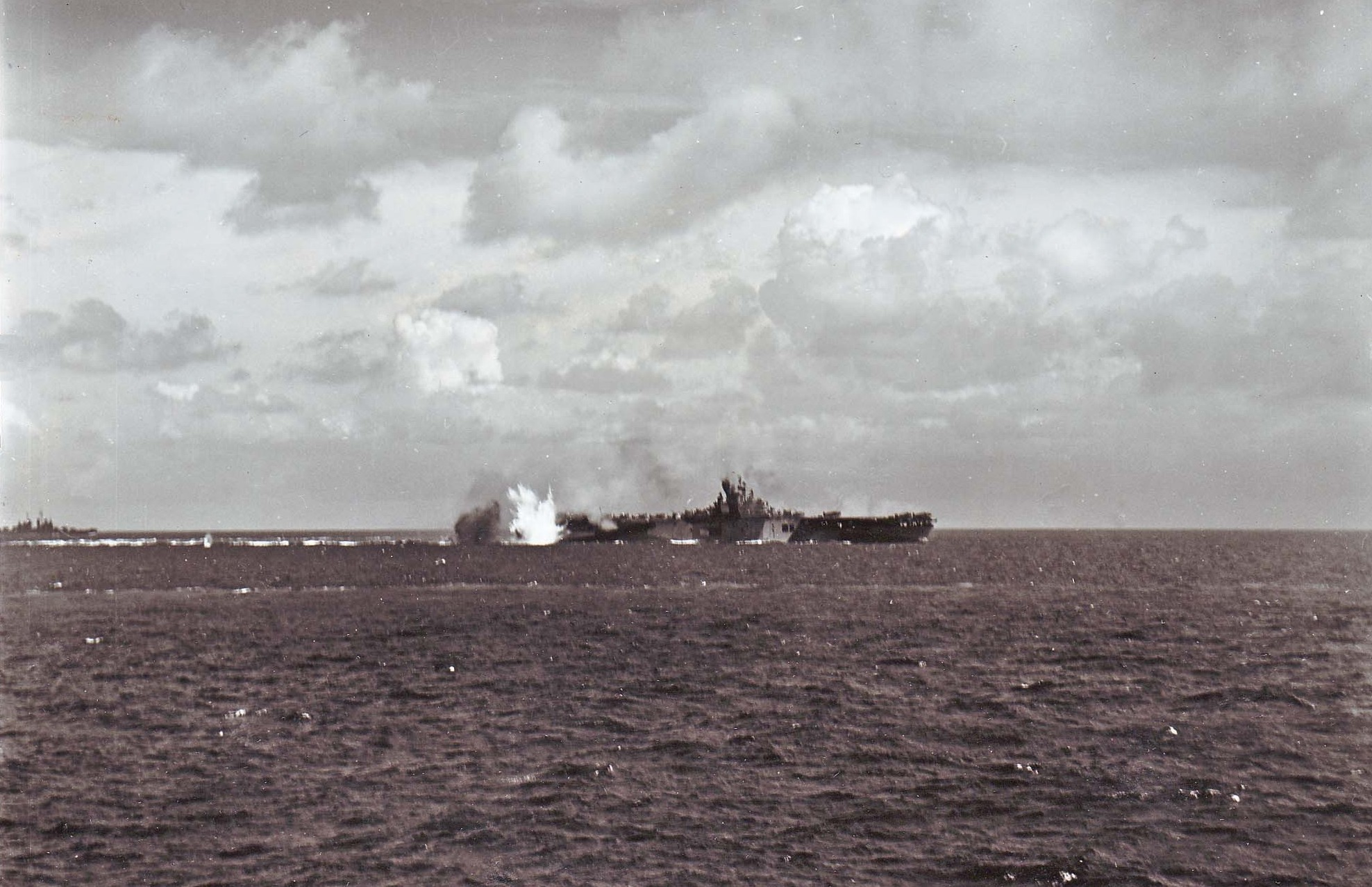
マリアナ沖海戦で至近弾を受ける

1944年（昭和19年）6月19日、マリアナ沖海戦に参加する（連合軍海上部隊、戦闘序列）。日本海軍の第一機動艦隊から出撃した艦上機群のうちの2機による急降下爆撃を受け、至近弾の炸裂により喫水線下に損傷を受ける。海戦終了直後にウルシー泊地で修理を受け、すぐに戦線に復帰している。その後も、レイテ沖海戦を含むフィリピン攻略などで活躍した。
なお、1945年初頭までの間に、艦橋の改装（前方の40mm機銃座の撤去および艦橋容積の拡張）および対空砲の増設等の工事を受けている。

#### 1945年
1945年2月15日には空母機動部隊による日本本土空襲に参加し、「バンカー・ヒル」艦載機は、東京都西部にあった軍用機工場の中島飛行機武蔵製作所を攻撃した。
硫黄島上陸作戦より、「バンカー・ヒル」はマーク・ミッチャー中将率いる第58任務部隊（Task Force 58）の旗艦となる。沖縄戦では、沖縄水上特攻作戦に出撃した戦艦「大和」と第二水雷戦隊に対し、僚艦と共同して艦上機群による攻撃を行い、大和などを撃沈した（坊ノ岬沖海戦、4月7日）。また「バンカー・ヒル」と「ホーネット (USS Hornet, CV-12) 」の爆撃隊は、機械故障により単艦行動中の駆逐艦「朝霜」を発見し、爆撃により撃沈した。
しかし沖縄侵攻の支援中の「バンカー・ヒル」は、5月11日、日本海軍第五航空艦隊実用機の全力を特攻攻撃に投入する菊水6号作戦の攻撃を受け、以下のように2機の突入を受け大破した。
11日朝は、「バンカー・ヒル」艦上のミッチャー中将は艦載機の発艦の様子を幕僚と共に見守っていたが、レーダーは接近する機影を捉えておらず、油断もあった。飛行甲板上は発艦準備中の34機の艦載機が並んでいた。
そこへ海面近くを巧みな低空飛行で接近してきた零戦（安則盛三中尉操縦）が、直前で急上昇すると、飛行甲板上に250㎏爆弾を投下し、そのまま、機銃を掃射しながら、艦載機が並んでいる中に突っ込んだ。機体突入により発生した火災により、燃料を満載した艦載機は飛行甲板上で次々と誘爆を始めた。投下爆弾は飛行甲板と舷側を貫通した後、海面上で爆発した。
その約30秒後、小川清少尉の操縦する零戦が、殆ど垂直に近い大角度降下で艦尾から接近し、250kg爆弾を投下後に、艦橋と飛行甲板の境に激突した。小川機が突入した箇所は、ミッチャー中将、参謀長アーレイ・バーク代将と他の幕僚らがいた場所の至近で6ｍしか離れておらず、ミッチャーとバークは無事だったが、第58任務部隊の幕僚や当番兵13人が戦死した。戦死した将校の中には、空母エンタープライズの第6戦闘飛行隊やガダルカナル島の基地航空隊VF11を率いて、日本軍相手に勝利を重ねて自らも1回の出撃で2機の日本軍戦闘機を撃墜したという実績を挙げた後に航空参謀に転身したフランク・B・クアディ中佐、ミッチャーの副官チャールズ・スティール中佐、ミッチャーが直々に呼び寄せた航空医療の専門医レイモンド・W・ヘーゲ海軍軍医大尉も含まれていた。

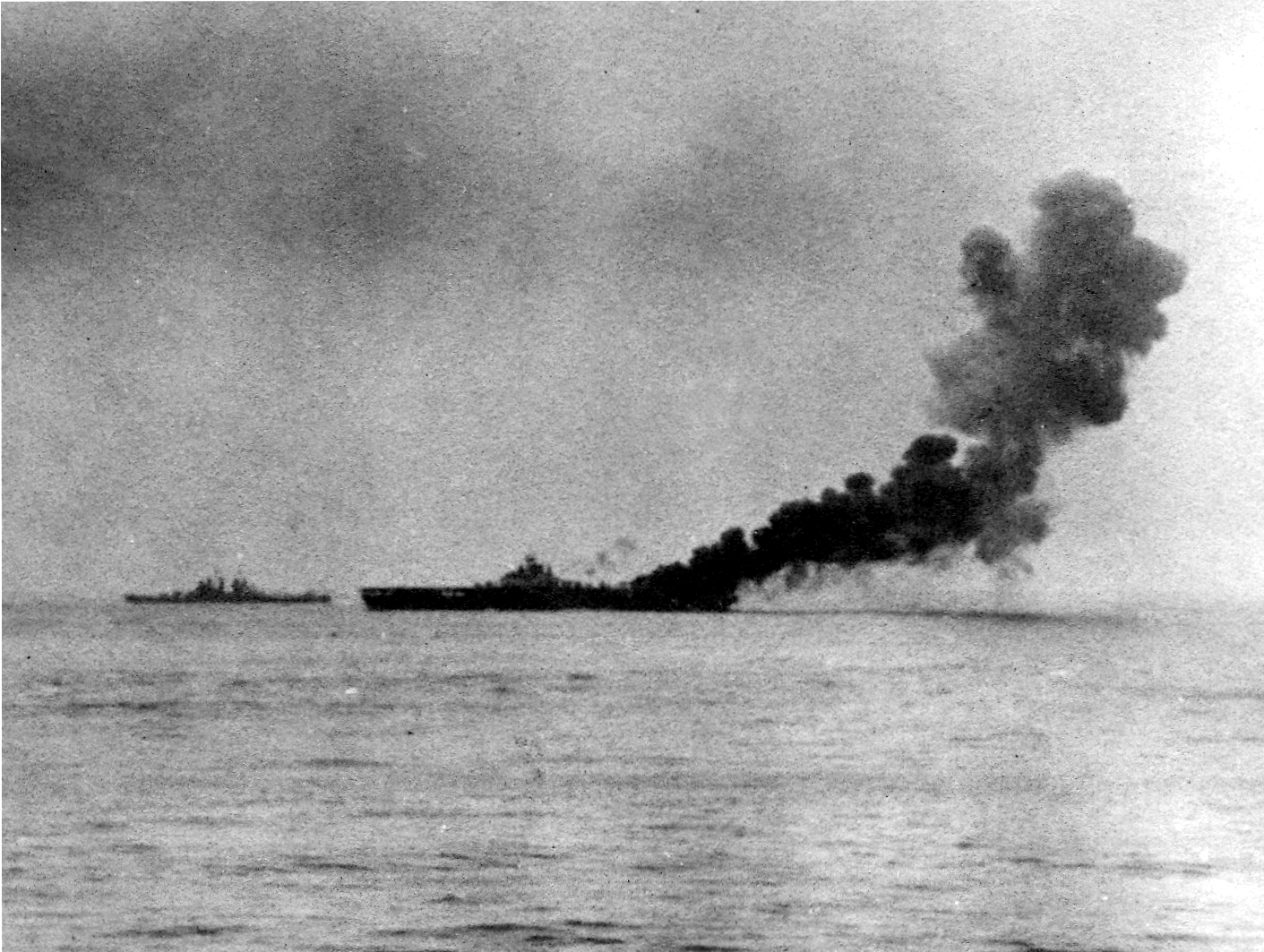
1機目の特攻機により火災が発生
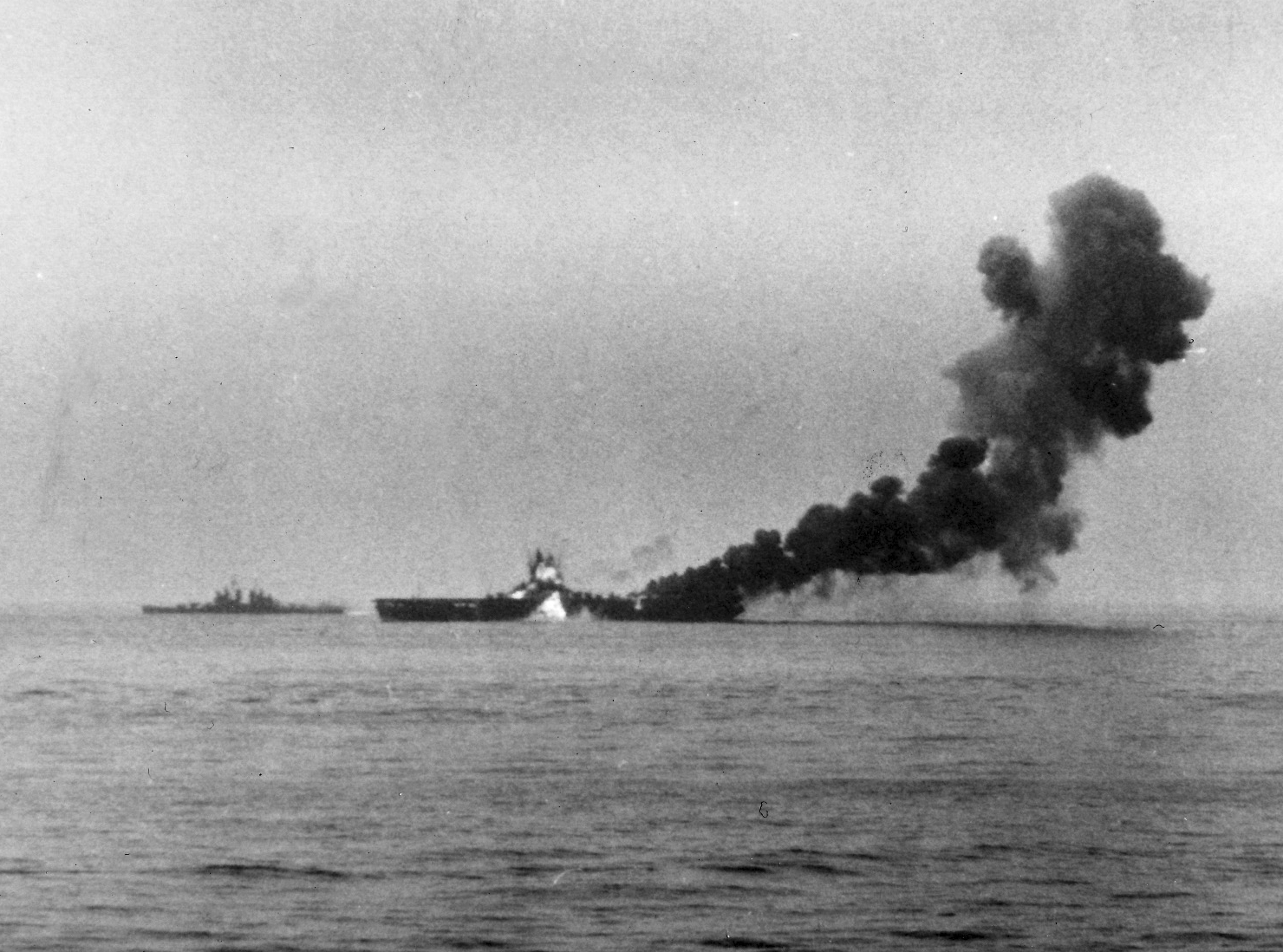
2機目が突入した瞬間
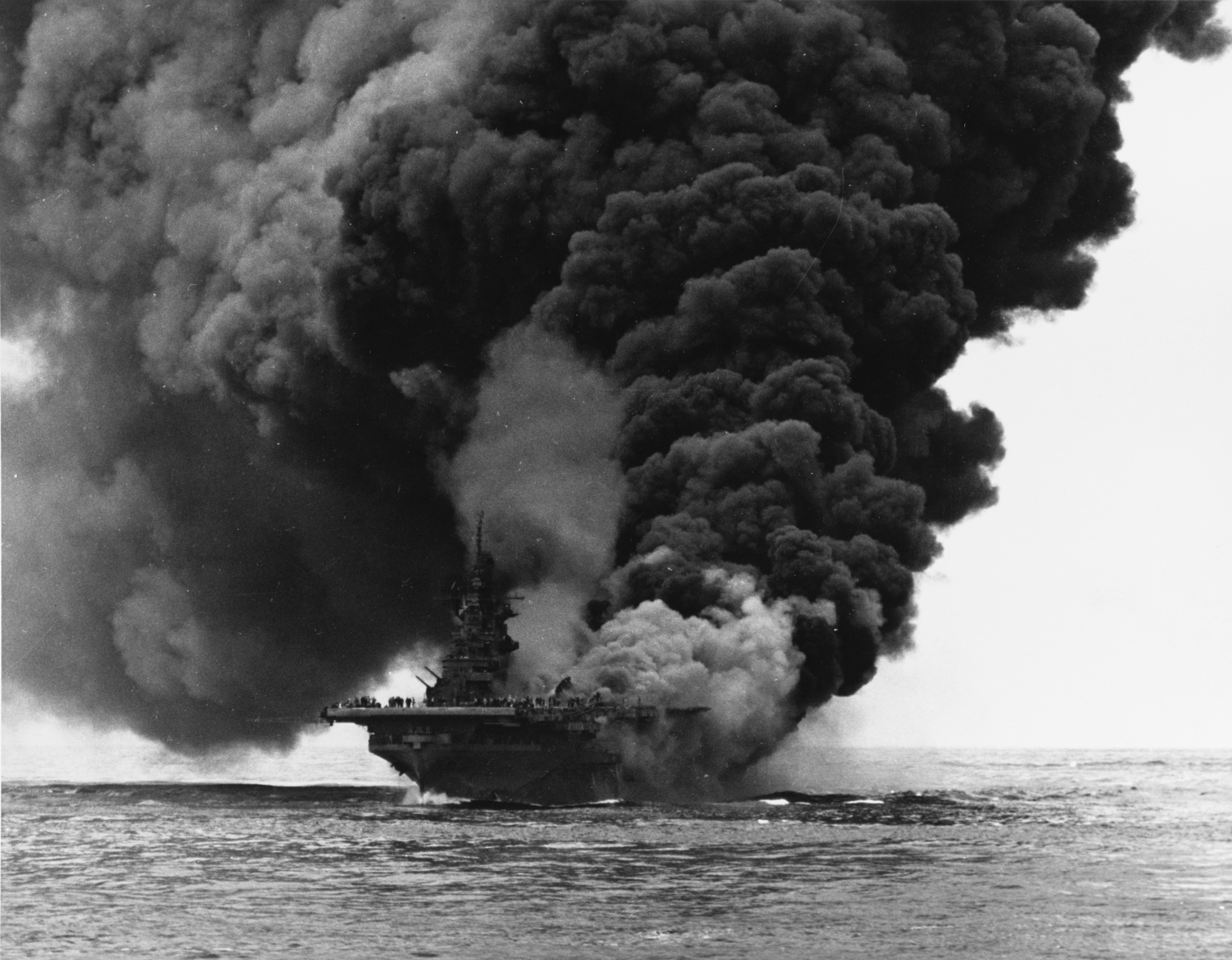
炎上する「バンカー・ヒル」
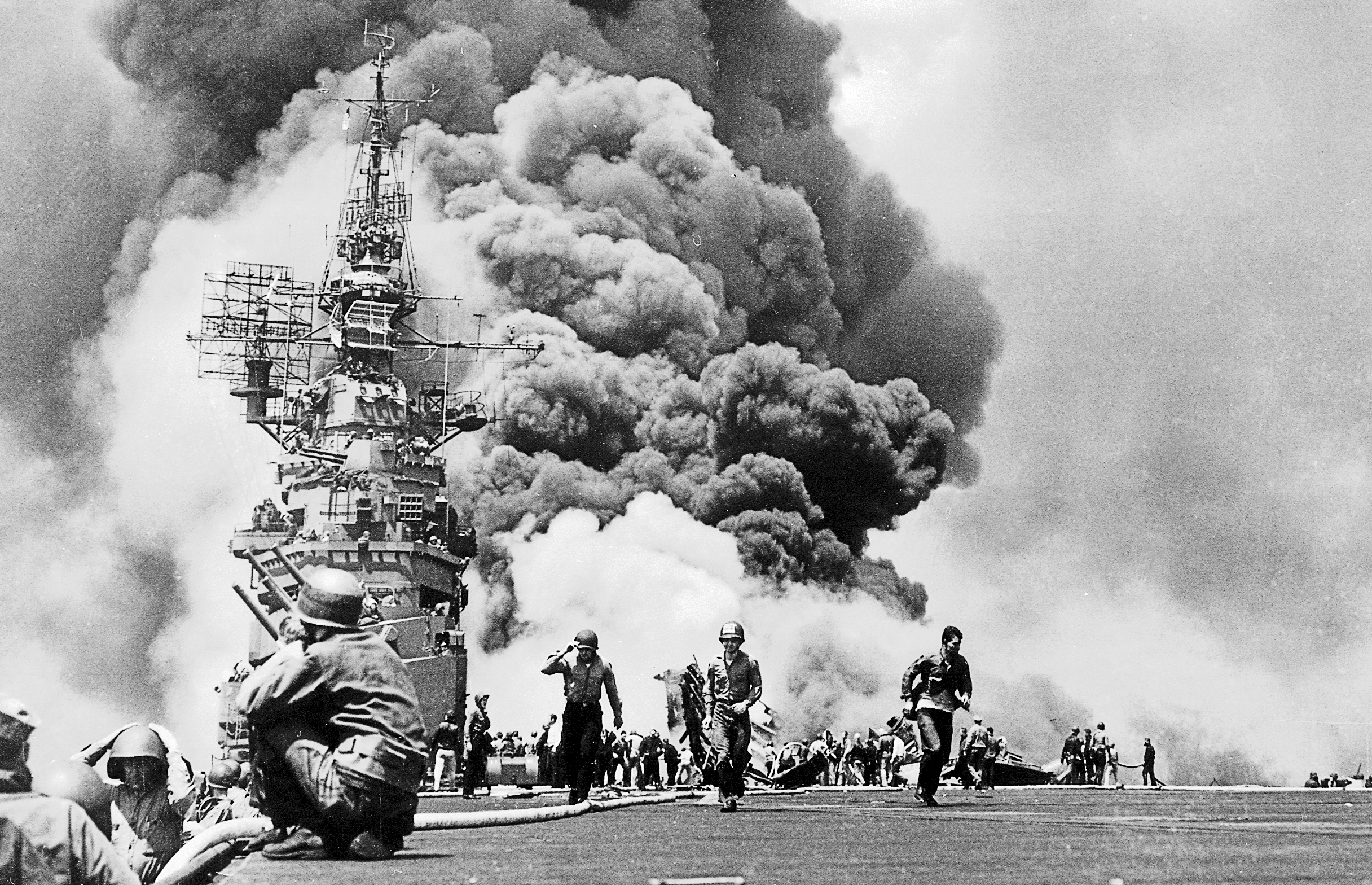
消火活動にあたる乗組員たち

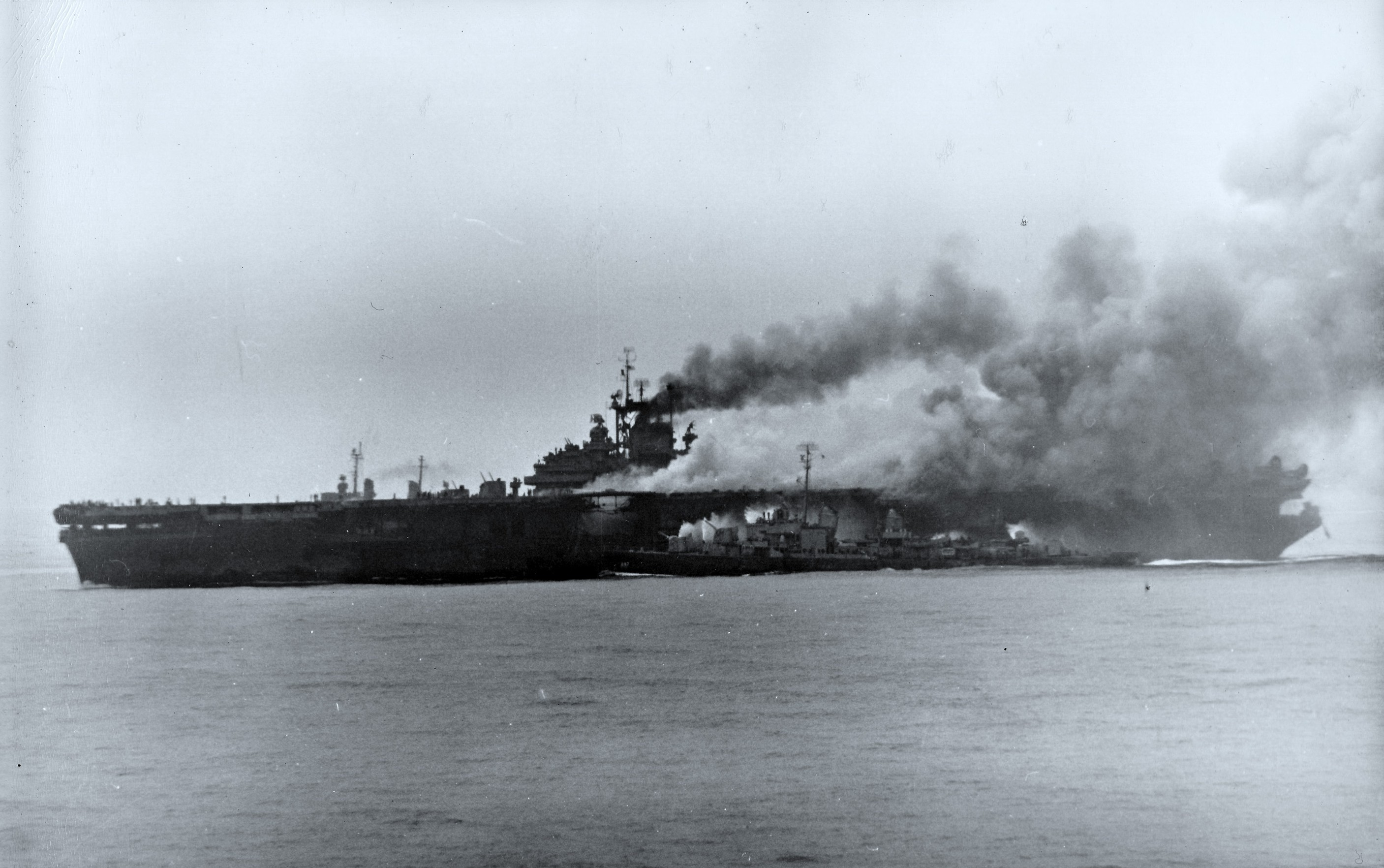
駆逐艦「チャールズ・S・スペリー」が救援にあたる

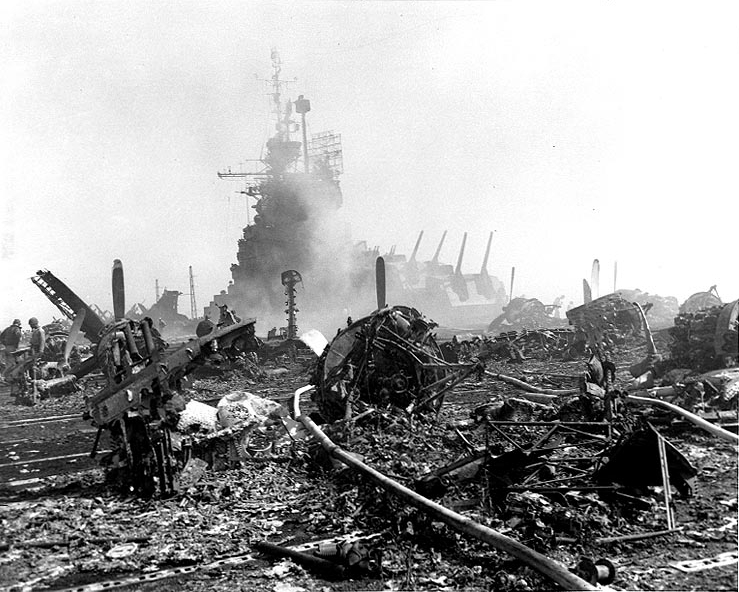
消火後の飛行甲板の状況

投下爆弾は艦内の後部エレベーター付近へ達して爆発し、ガソリンに引火し誘爆を引き起こし大火災となった。火災で発生した有毒な煙が換気装置を通じて艦内に大量に流入し、艦後部の控室で待機していた戦闘機パイロットの多くが煙による一酸化炭素中毒で死亡している。また、破壊された艦載機から流れ出した航空燃料が炎と大量の煙を伴いつつ、消火のため注入された海水の表層を伝って第4甲板下まで流れ込み、機関室の装甲ハッチの上に滞留した。その結果、黒煙が機関室に充満し、作業中の機関員多数が一酸化炭素中毒で死亡した。この日、第1ボイラー室にいた機関員は全員死亡、第2ボイラー室の機関員も半数が死亡し、艦全体で一番犠牲が多い部署は機関科となった。焼死、一酸化炭素中毒死のほか、消火のため注入された海水によって艦内に閉じ込められたまま溺死した水兵も多数にのぼる。
甲板上および艦内の火災は深刻だったが、ジョージ・A・サイツ艦長は的確なダメージコントロールを指示し、まずは随伴の軽巡洋艦「ウィルクス・バリ」と数隻の駆逐艦に乗組員の救助と消火活動の支援を要請し、「ウィルクス・バリ」は「バンカーヒル」に横付けして、消火活動と負傷者の受け入れを行った。艦内に流入する大量の海水と消火活動の水のためにバンカーヒルは大きく右舷に傾いたが、懸命のダメージコントロールもあって、どうにか沈没は免れた。しかし、「バンカーヒル」が被った損害は甚大なものとなり、戦死者・行方不明者は396名、負傷者は264名にのぼり、これは特攻攻撃により単艦で生じた最多の人的損害である。やがて火災が収まると、遺体収集作業が始まった。あまりにも遺体が多かったので遺体運搬袋が全く足りず、1枚の袋に2体の遺体が詰め込まれた。集められた遺体は、激しい燃料火災で炭化してしまった遺体もあれば、手足がもがれてしまった遺体など屈強なアメリカ軍水兵でも目を背けるような惨たらしさであったという。やがてそれらの遺体を詰め込んだ遺体運搬袋は、飛行甲板上に5列に並べられた。
当時「バンカー・ヒル」の航空群長だったロジャー・ヘドリック中佐は、この日の出来事を次のように述懐している。
機関長のジョセフ・カーマイケル・ジュニア少佐はちょうど執務室で事務処理を行っている最中だったが、艦が危機に瀕したとみるや直ちにデッキを駆け下り、機関室へと急行した。そして500名以上の機関員とともに煙の充満した機関室とボイラー室に20時間近く留まり、艦の速力と消火ポンプの維持に努めた。また、艦を放棄する旨の艦長命令が出たというデマを部下から聞いたので、艦内放送で「こちら機関長、艦は沈まないから安心せよ」と呼びかけて乗員の士気を鼓舞した。彼はこの功績により海軍十字章を授与されている。

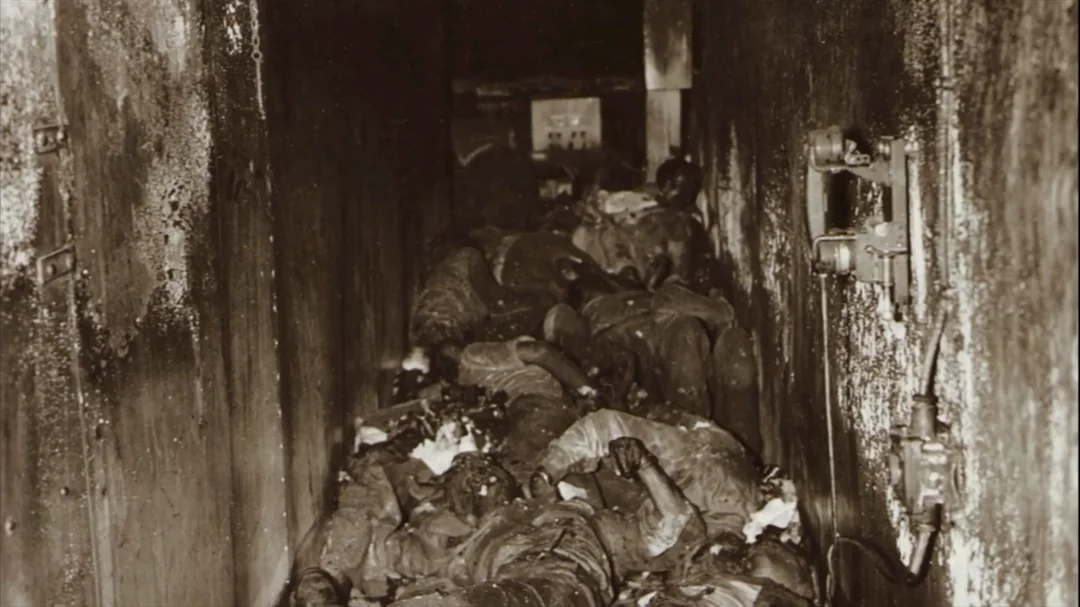
艦内で折り重なって発見された戦死者の遺体

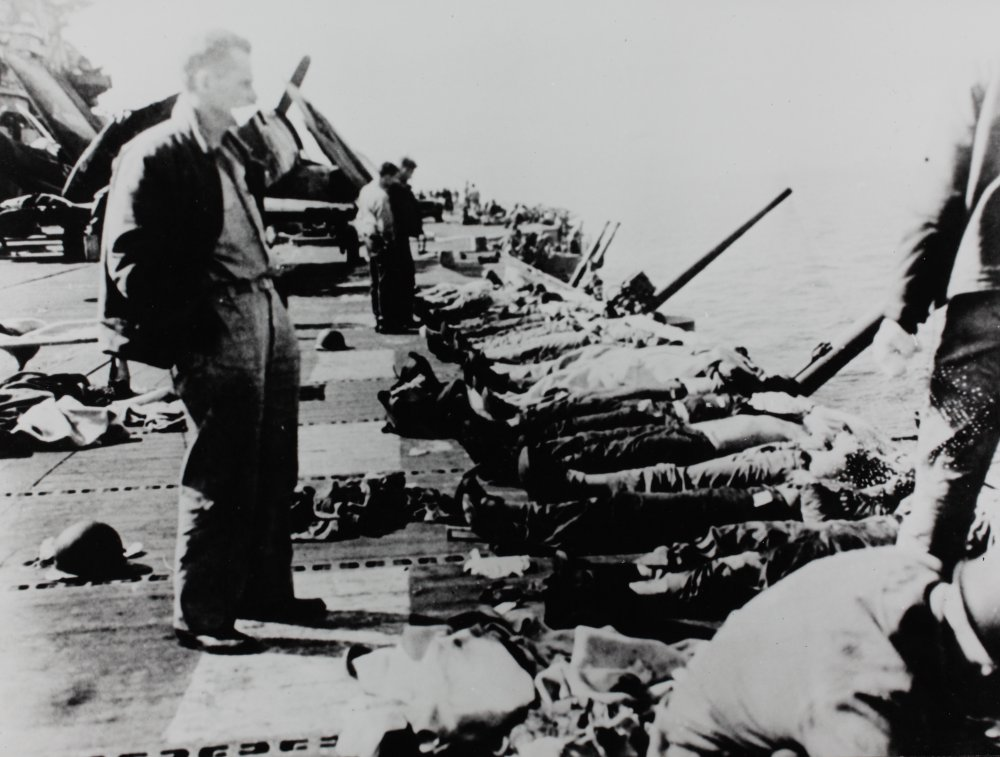
飛行甲板上に並べられた戦死者の遺体

懸命の消火・救助活動の裏で、「バンカー・ヒル」艦内では混乱に乗じ犯罪が多発した。遺体の焼けた手から腕時計が奪われ、指輪も抜き取られた。艦内には郵便局があったが、郵便局周辺は激しい損傷を被っていたため貸金庫も破損しており、他の兵員が消火活動をしている最中に、ガスバーナーで破損した貸金庫をこじ開けて中身を強奪する者もいた。あまりの無秩序ぶりに業を煮やした将校は、死刑をも含む厳しい対処を行うこととし、遺体には窃盗を抑止するため武装した不寝番を立てた。また、全兵員を集めてボディチェックとロッカー内の捜索が実施され、盗品を持っていないか調べられた。盗品所持が見つかると、まずは懲罰房に拘禁し、食事はパンと水のみに制限した。そして、連日のように、衣服を引き剥がして、消火ホースで海水を浴びせるという体罰も行なった。艦が前線基地であるウルシー環礁に到着すると、窃盗犯らはどこかに連行されていったが、連行された窃盗犯たちのその後を知る者はおらず、航海日誌にも懲罰の記録は記述されていない。
火災が収まるとサイツは「ウィルクス・バリ」に「バンカー・ヒル」の曳航を要請した。「バンカー・ヒル」はその準備のために自力でゆっくりを回頭を始めたが、この回頭により艦内に溜まっていた大量の水が舷側から流れ出した。また、乗組員たちは艦上の残骸を海に投棄し、70度の回頭を終える頃には艦の傾きもかなり回復していた。「バンカー・ヒル」は戦場を離脱すると、ウルシー環礁まで後退して真珠湾へ向かい、5月25～28日の間フォード島に係留、その後修理のため本国に帰還する。ウルシー環礁に向かう途中で行われた300名以上の水葬は、現在までにアメリカ海軍が一回で行った最大規模のものであったが、あまりの大量の遺体運搬袋に入れる重石が足りなかったので、対空砲弾の薬莢が重石代わりに遺体運搬袋に入れられた。
ミッチャー中将は旗艦を空母「エンタープライズ (USS Enterprise, CV-6) 」に変更したが、その3日後の5月14日に「エンタープライズ」も特攻攻撃により深刻な損傷を受け、空母「ランドルフ (USS Randolph, CV-15) 」への旗艦変更を余儀なくされている。
ワシントン州ブレマートンのピュージェット・サウンド海軍造船所で大修理が行われ、6月4日から7月22日までの間乾ドックでの工事が続いた。その後は桟橋に移り修理が続けられたが、かつてピュージェット・サウンド海軍造船所で修理された艦艇のなかで最大の損傷を被っており、戦線に復帰することは出来ずそこで大戦終結を迎えた。

### 戦後

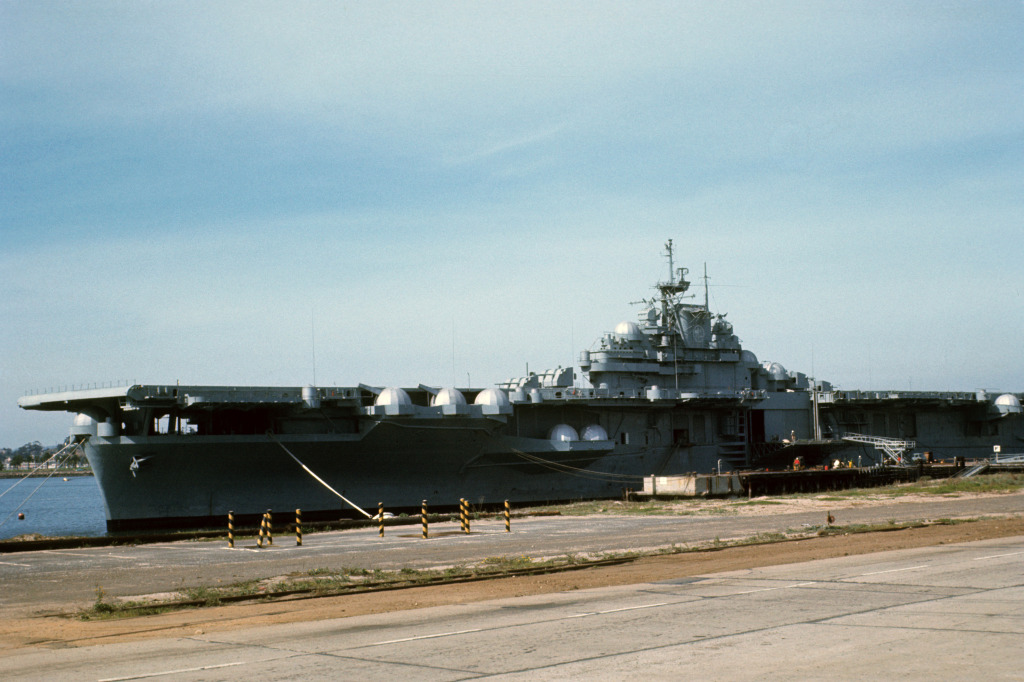
1968年、サンディエゴのノースアイランド海軍基地に係留されているバンカー・ヒル

9月27日にブレマートンを出港して復員兵輸送（マジック・カーペット作戦）に参加する。しかし大戦後の海軍の縮小に伴い、「バンカー・ヒル」も他の同型艦の多くと同様に予備役に編入される。
「バンカー・ヒル」は1947年1月9日よりピュージェット・サウンド海軍造船所でモスボール処理のうえ保管されるが、その後は現役復帰や改装が一切なされなかった。これは同型艦の「フランクリン (USS Franklin, CV-13) 」も同様である。両艦とも大戦中に大破して復帰が間に合わなかったという共通点はあるが、損傷は首尾よく修復され良好な状態にあり、核攻撃任務を視野に入れた徹底的な大改装 ("Ultimate" Reconstruction) の候補として温存されていた。しかしながら改装の実施は見送られ、結局は立ち消えとなってしまった。
この計画がしばらく残っていたため、SCB-27等の改装対象から外され、現役に復帰することもなかった。
「バンカー・ヒル」は保管状態のままで1952年10月1日に攻撃航空母艦（CVA-17）、1953年8月8日に対潜水艦戦支援空母（CVS-17）、1959年5月15日に航空機輸送艦（AVT-9）へと艦種変更されたが形式的なもので、艦首の船体番号は《17》のままだった。
1966年11月1日に退役・除籍となり、それから数年間はサンディエゴのノースアイランド海軍航空基地で海軍の電子実験船として使用された。記念艦として保存する運動もあったが成功せず、1973年にスクラップとして売却される。
解体のためタコマへ曳航される途中でギリシャ船籍のタンカーと衝突事故を起こし、船首が損傷した。
解体後、スクラップの大半は皮肉なことにかつての対戦国である日本に引き取られた。分厚いスチールの一部はフェルミ国立加速器研究所の加速器の素材となった。号鐘は博物館で一時期展示されたのち、1986年9月に就役したタイコンデロガ級ミサイル巡洋艦の「バンカー・ヒル (USS Bunker Hill, CG-52) 」へ艦名とともに受け継がれた。またユニークな例として、「バンカー・ヒル」のモスボール処理で機銃等のカバーとして用いられたドームを流用して作られた家がオレゴン州に存在する。

## 受章
バンカー・ヒルは殊勲部隊章を与えられる9隻の空母のうちの一隻であり、第二次世界大戦における以下の戦功で11の従軍星章を受章した。
1. 1943年11月のラバウル攻撃
2. 11月からのギルバート攻略作戦およびそれに引き続くタラワ攻略
3. 12月からのカビエン攻略（戊号作戦部隊攻撃）
4. 1944年2月のマーシャル諸島等の攻略
5. 2月からのトラック島、マリアナ諸島、パラオ諸島空襲
6. 4月のホーランディア攻略
7. 6月からのマリアナ、サイパン等への攻撃
8. 9月からのカロリン諸島、パラオ諸島、フィリピン等への攻撃
9. 10月からのレイテ作戦、ルソン島および台湾への攻撃
10. 1945年2月からの硫黄島攻略
11. 3月からの沖縄攻略

## 乗艦していた著名人
- 写真家のユージン・スミスは従軍記者として乗艦し、艦上からだけでなく艦載機にも搭乗して戦闘行動を撮影した[71]。
- 元ウォルト・ディズニー・カンパニー会長のE・カードン・ウォーカーは航空管制官として1943～45年まで勤務[72]。
- バギーカーのメイヤーズ・マンクス（英語版）で知られるレジャー車の会社『BFメイヤーズ・アンド・カンパニー』の設立者、ブルース・メイヤーズ[73]は特攻機による惨事の中を生き残り、泳いで船員たちを救助した。
- 俳優のポール・ニューマンはTBF/TBM アベンジャーの後部銃座手として沖縄戦に参加予定だったが、乗機のパイロットが耳痛を患い乗艦はしていない[74]。

## ギャラリー

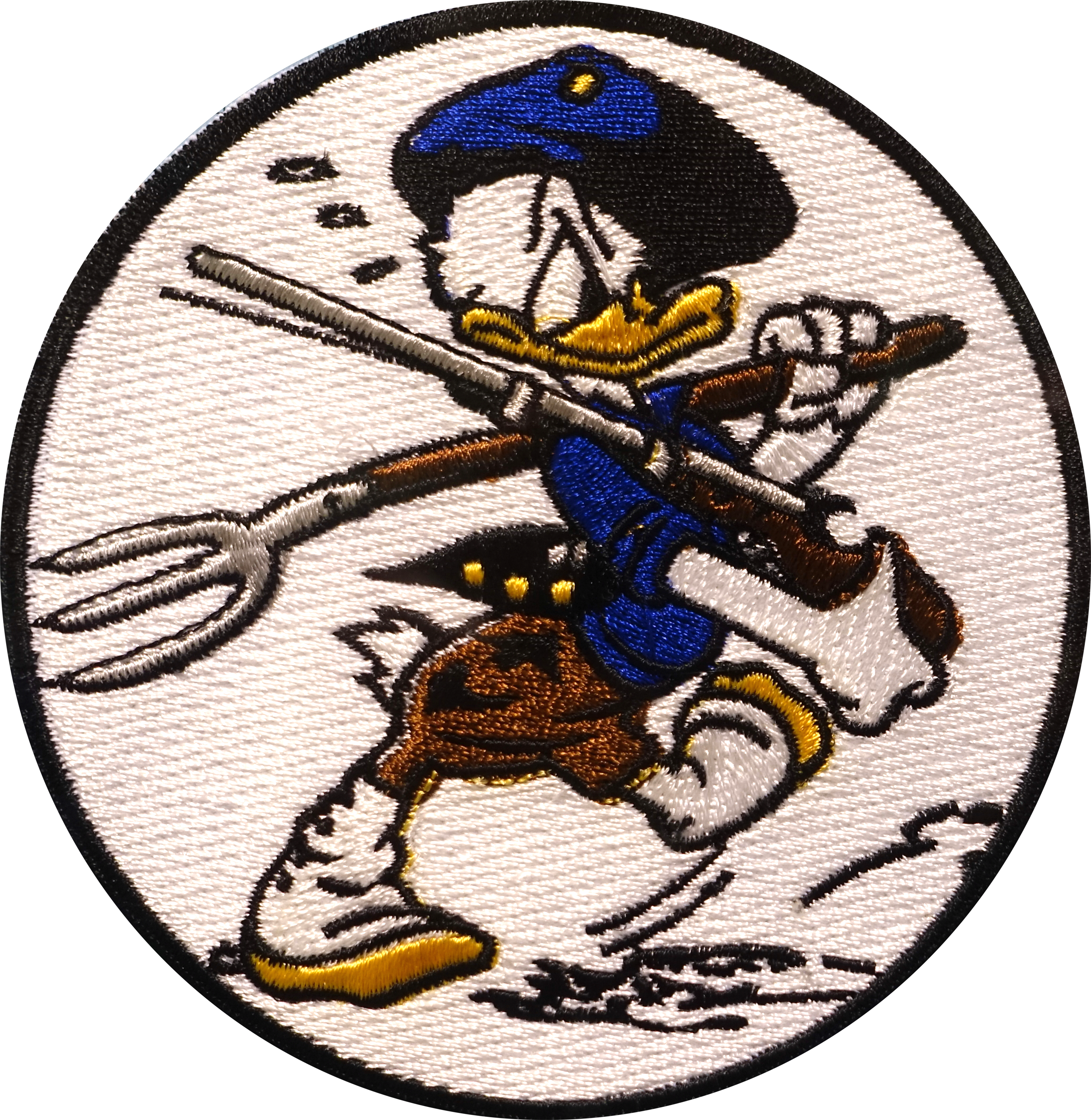
バンカー・ヒルで用いられていた部隊章
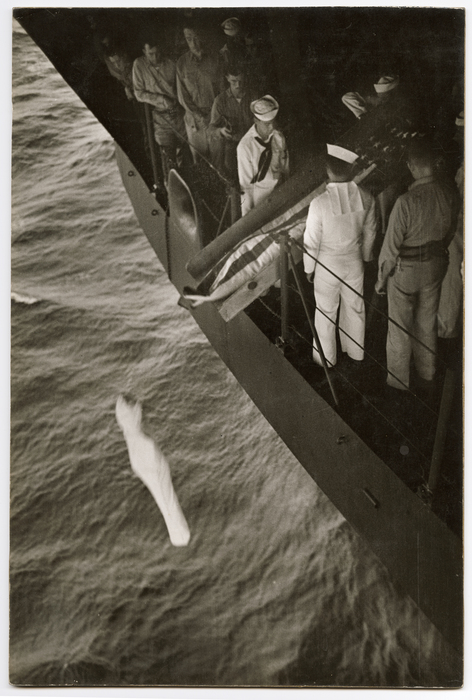
艦上での水葬。ユージン・スミスが1943年に撮影
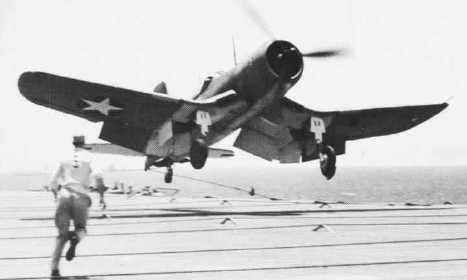
バンカー・ヒル艦上で着艦訓練中のF4U-1Aコルセア戦闘機（1943年）
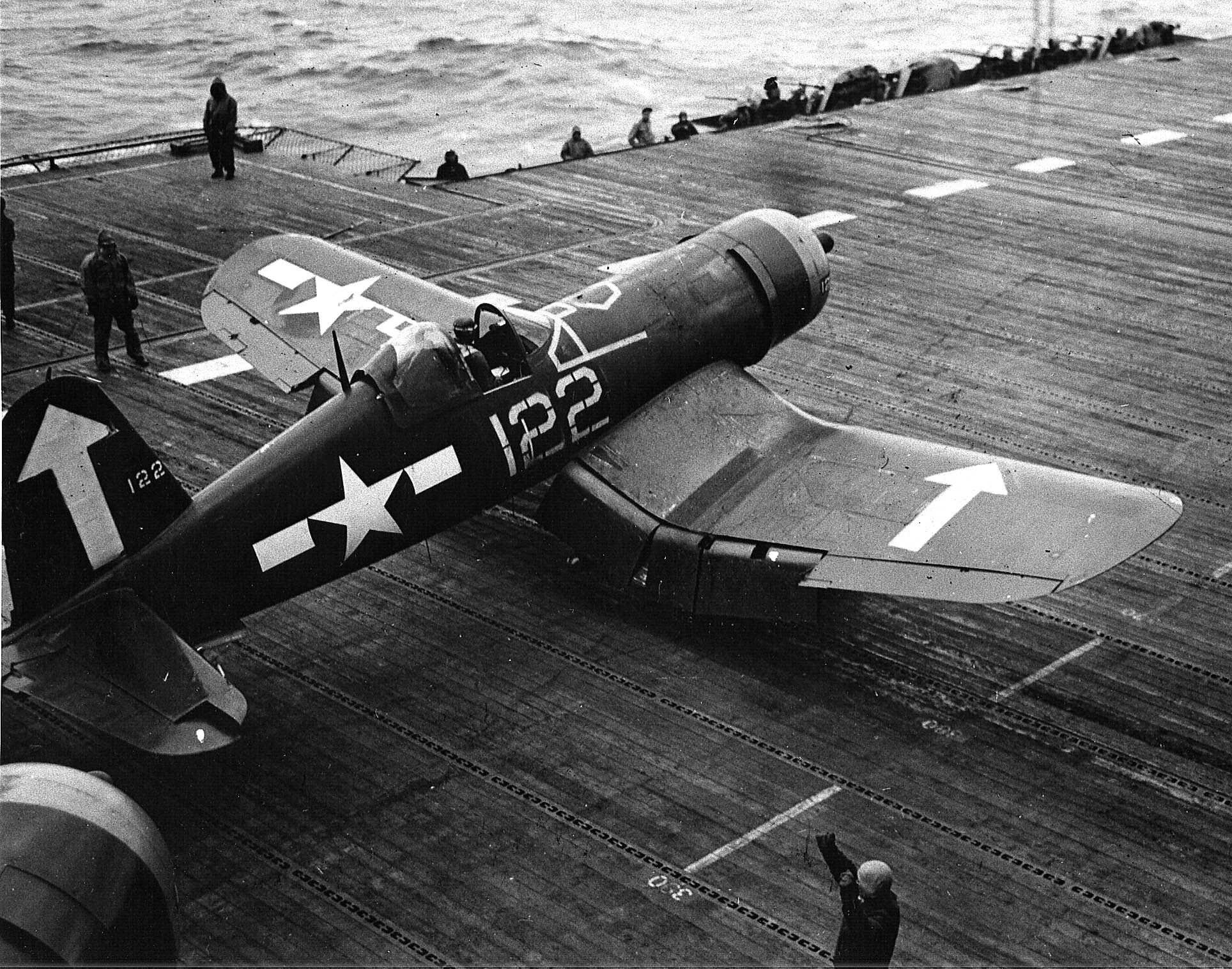
バンカー・ヒルから発艦するF4U-1Dコルセア（1945年5月）
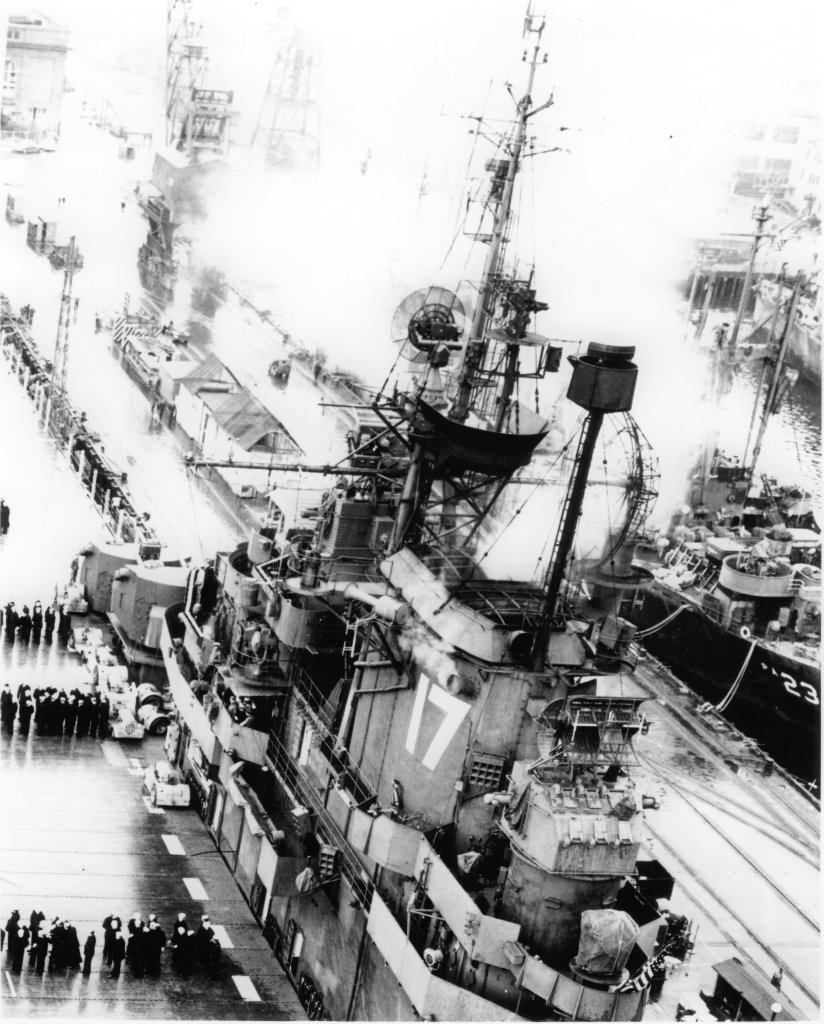
修理後（1945年10月以降）。SK-2レーダー（英語版）に換装されている点に注意
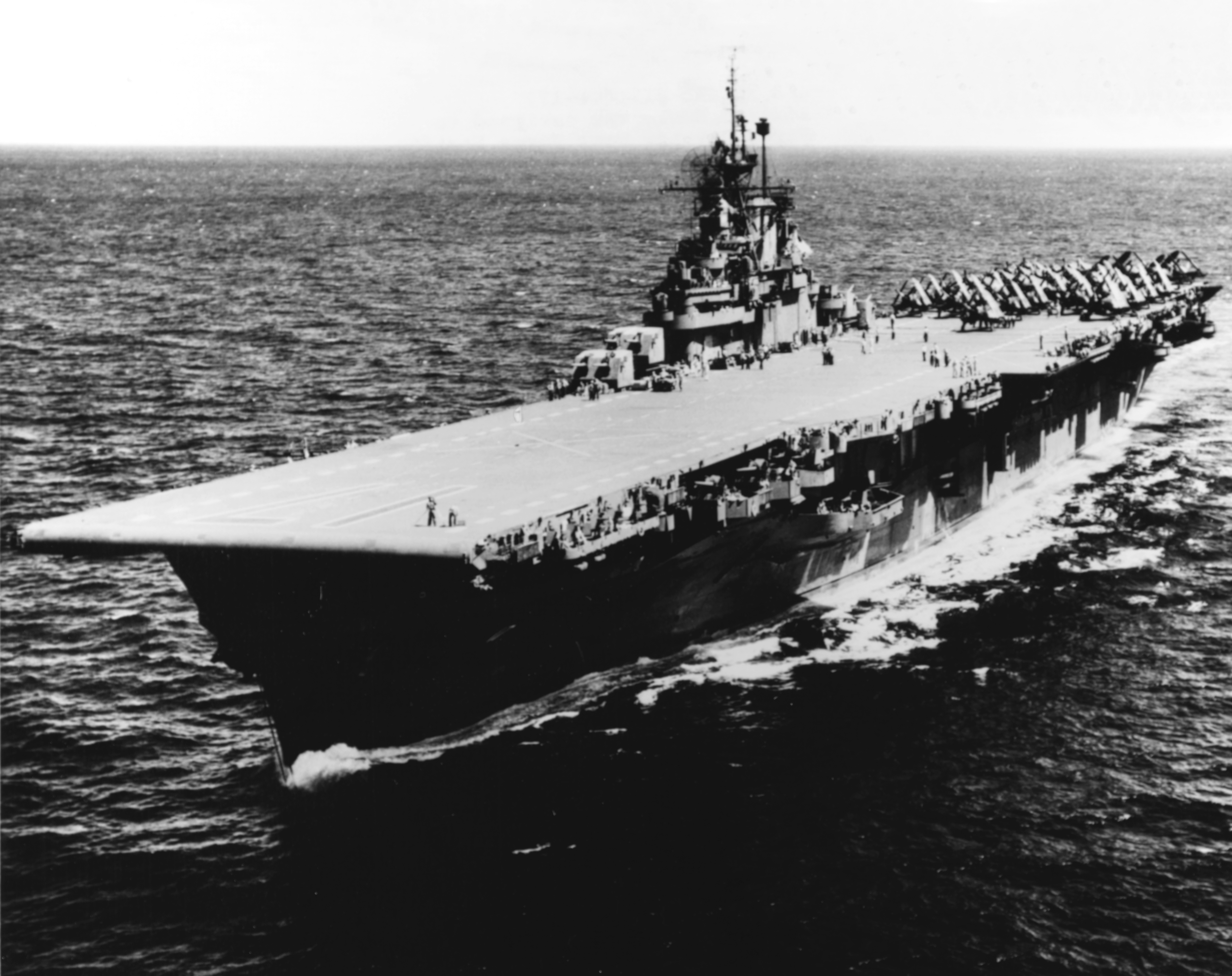
レーダーの機種から見て、同時期の写真と思われる
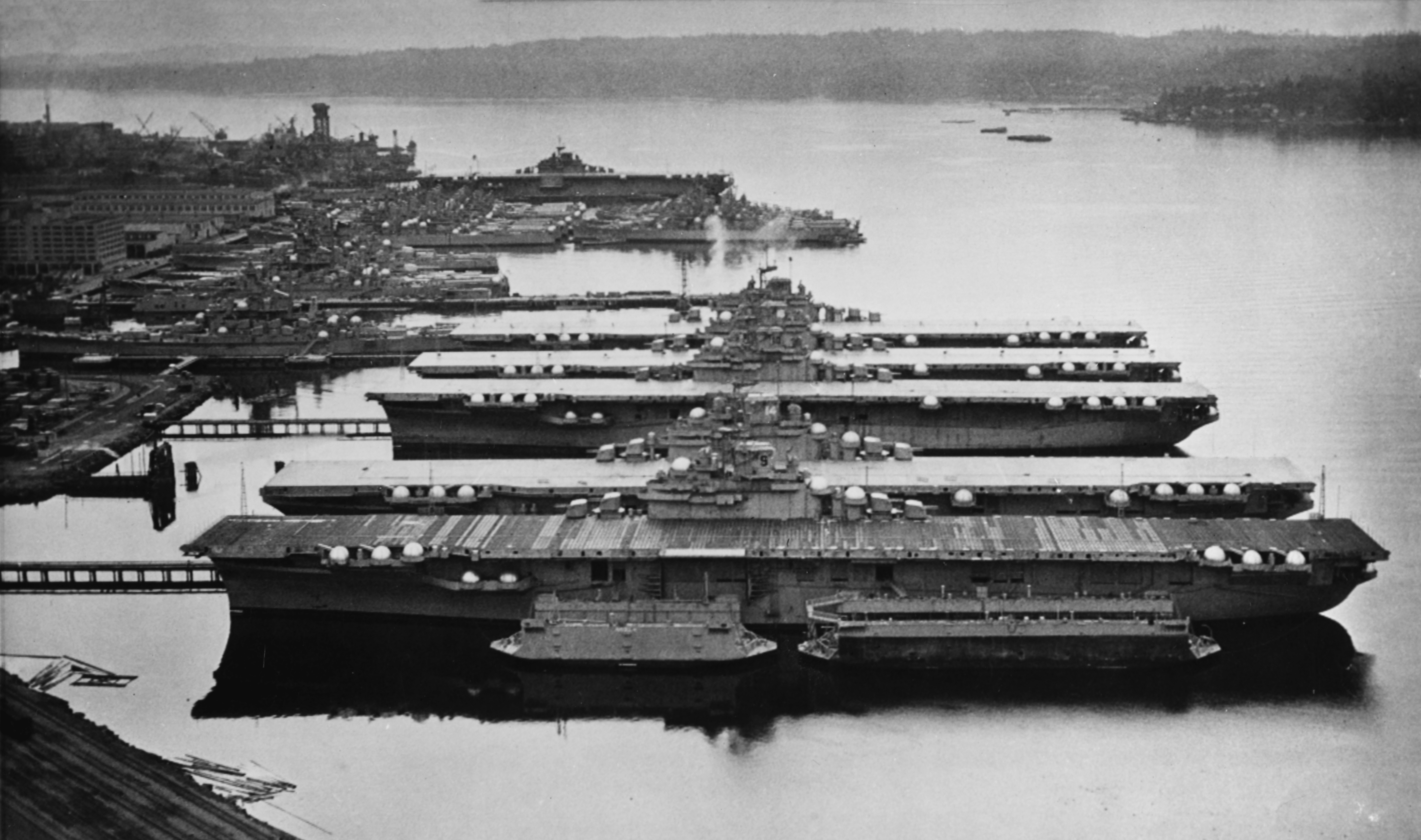
同型艦とともにモスボール状態で保管される（手前から5隻目、1948年撮影）
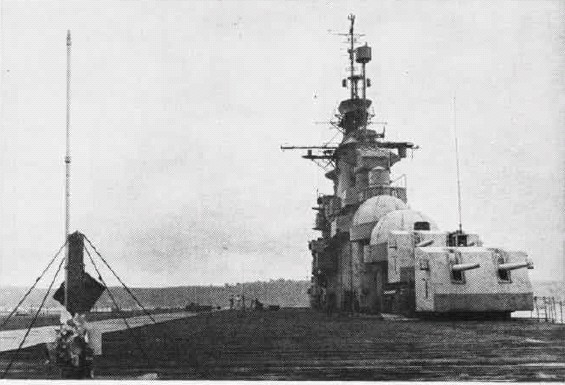
除籍後の1967年、電子実験船として使用される
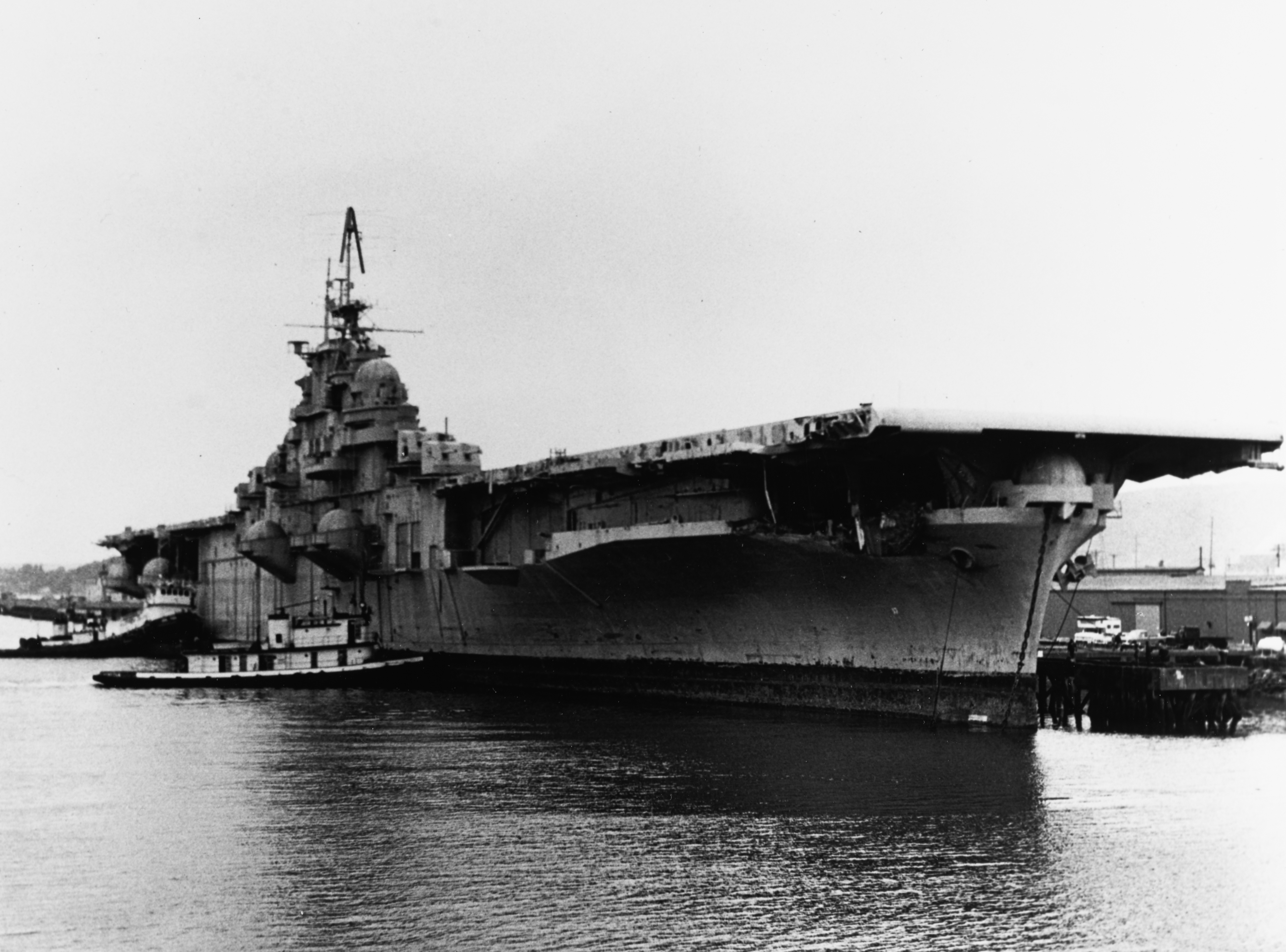
1973年4月、解体されるためワシントン州のタコマに運ばれたバンカー・ヒル。移動中にギリシャ船籍のタンカーと衝突し艦首が破損している。
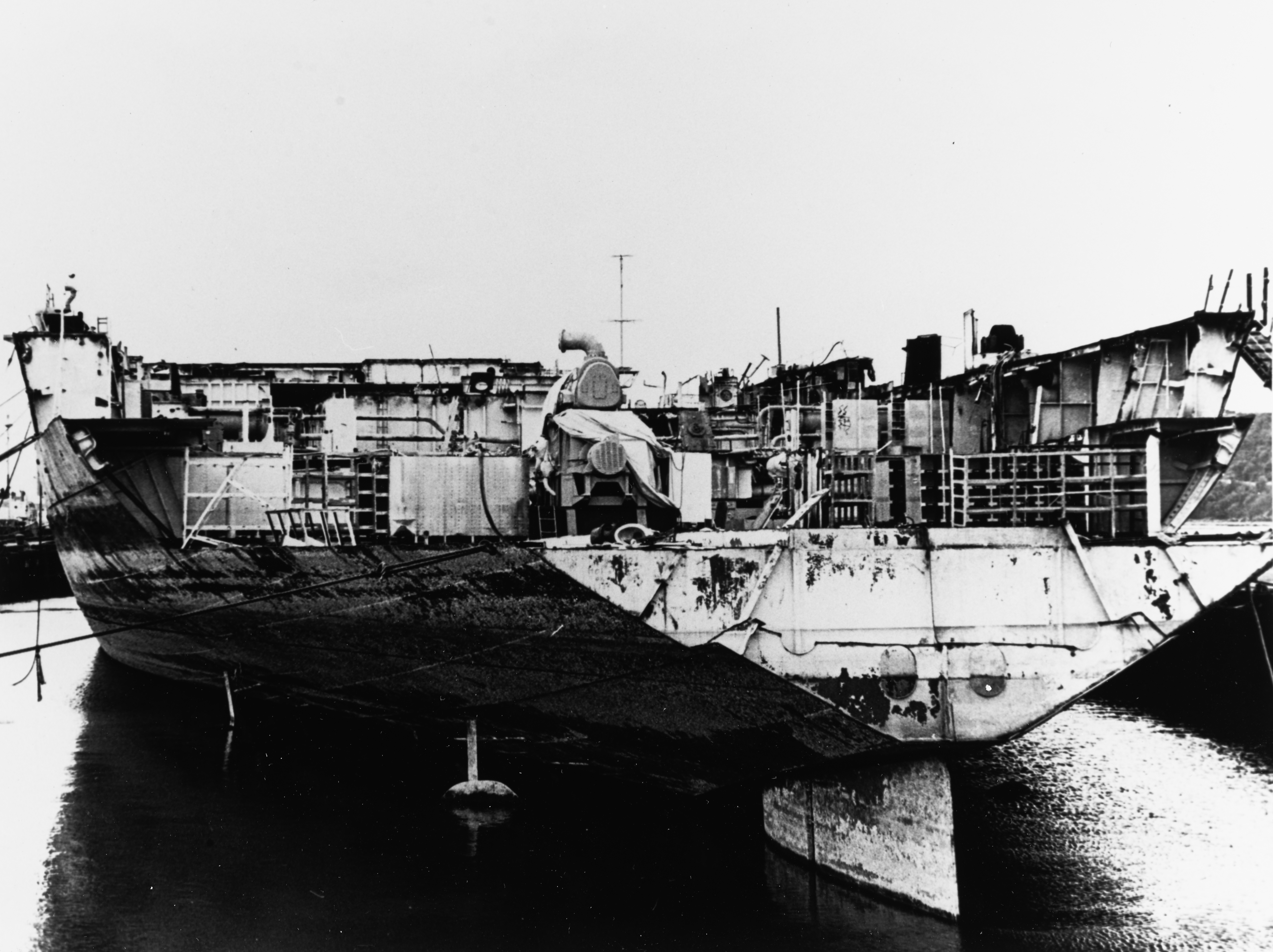
1973年、解体途中のバンカー・ヒル